# Jacqueline Govaert

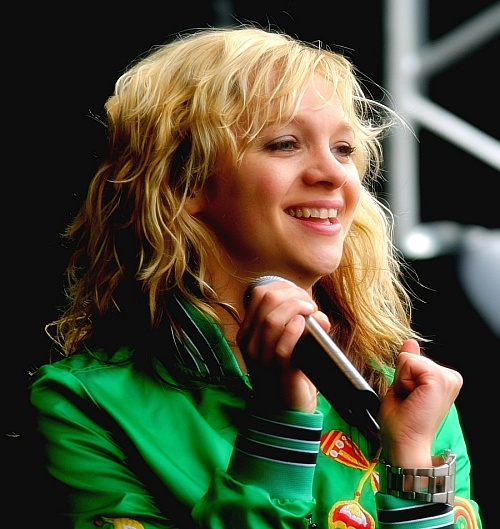
Jacqueline Govaert (2005)

Jacqueline Govaert (* 20. April 1982 in Kaatsheuvel) ist eine niederländische Rockmusikerin (Gesang, Piano, Songwriting).

## Leben und Wirken
Govaert stammt aus einer musikalischen Familie: Ihre ein Jahr jüngere Schwester Anne Govaert ist Gitarristin; der Jazzmusiker Onno Govaert ist der jüngerer Bruder von beiden. Sie begann im Alter von zwölf Jahren mit dem Schreiben von Songs. Als Leadsängerin und Haupt-Songwriterin gründete sie 1997 gemeinsam mit ihrer Schwester und weiteren Mitschülern in Tilburg die englischsprachige Rock-Band Krezip. Die Band veröffentlichte 1999 eine EP mit dem Titel Run Around und unterschrieb im folgenden Jahr einen Vertrag bei Warner Music. Krezips Debütalbum Nothing Less (2000) enthielt den Hit I Would Stay und erreichte die Spitze der Albumcharts in den Niederlanden und Belgien.
Nach ausgiebigen Tourneen musste sich Govaert vor der Veröffentlichung des Albums Days Like This (2002) einer Stimmbandoperation unterziehen. Nachdem sie sich erholt hatte, trat sie auch mit Thé Lau auf. Mittlerweile zog sich Warner zurück, und die Band erhielt einen Vertrag bei Sony BMG. 2005 veröffentlichte die Gruppe das Album What Are You Waiting for, das die niederländischen Charts stürmte. Im selben Jahr war ihr Song Same Mistake in der Filmkomödie Het Schnitzelparadijs zu hören (dem umsatzstärksten Film des Jahres in den Niederlanden). Ein elektronischeres, Disco-beeinflusstes Album erschien 2007 mit Plug It In. 2008 folgte das vorerst letzte Album von Krezip, Best of, das drei neue Titel enthielt.
Nachdem sich 2009 auf Govaerts Betreiben die Gruppe offiziell aufgelöst hatte, startete sie eine Solokarriere. Im Sommer 2010 veröffentlichte sie ihr Album Good Life. Es erreichte Platz drei der niederländischen Albumcharts. Das Album Songs to Soothe folgte 2014 und erreichte die Spitze der Charts. Lighthearted Years, das in Los Angeles mit Gästen wie dem Schlagzeuger Matt Chamberlain, dem Bassisten Bob Glaub und dem Gitarristen Val McCallum aufgenommen wurde, wurde nach seiner Veröffentlichung 2017 ihr drittes Top-Ten-Album in Folge.
2019 beteiligte sich Govaert an der Wiedergründung von Krezip; mit der Band spielte sie auf einigen Festivals und veröffentlichte das Album Sweet High, das in den Niederlanden Goldstatus erreichte. Nach dem Lockdown erschien 2023 mit Any Day Now ein weiteres Krezip-Album mit ihr. Seit Ende 2023 gehört sie zur Jury für den niederländischen Beitrag für den Eurovision Song Contest.